# Höfen (Monschau)

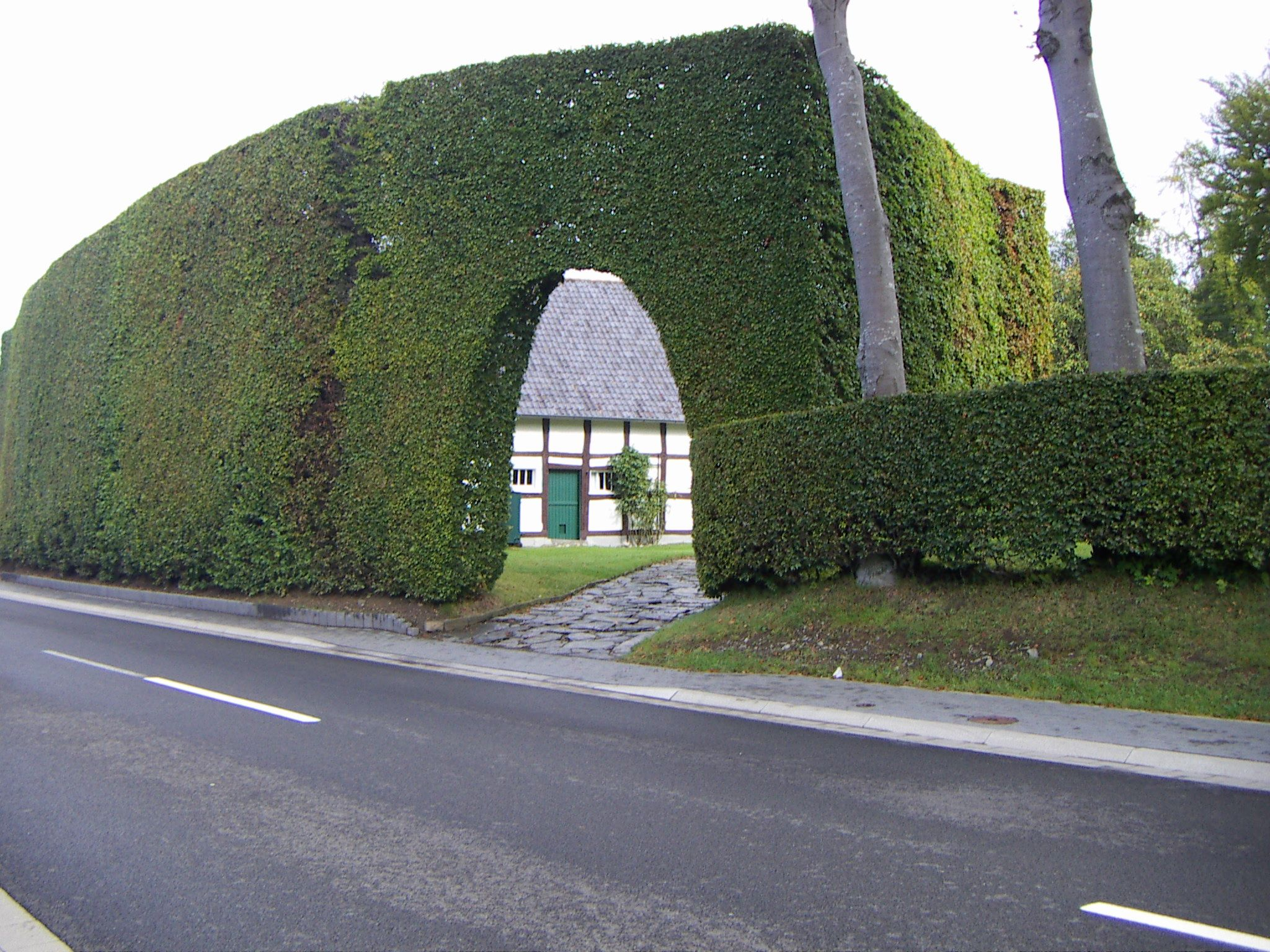
Typische Buchenhecke in Höfen

Höfen ist ein südöstlicher Stadtteil von Monschau in der Städteregion Aachen.

## Geschichte
Der Name wird zum ersten Mal 1361 erwähnt. Er geht zurück auf einige Einzelhöfe „auf den Hoven“. Ortsteile sind Heidgen und Alzen.
Bis Ende 1971 gehörte Höfen als eigenständige Gemeinde zum damaligen Kreis Monschau und zum damaligen Regierungsbezirk Aachen. Durch das Aachen-Gesetz wurden am 1. Januar 1972 sowohl der Kreis als auch der Regierungsbezirk aufgelöst und Höfen in die Stadt Monschau eingegliedert.

### Wappen
| Wappen der früheren Gemeinde Höfen (Eifel) | Blasonierung: „Unter grünem Schildhaupt, darin balkenweise drei silberne (weiße) Fachwerkhäuser mit schwarzen Fachwerken und Dächern, in Silber (Weiß) ein grüner bewurzelter Buchensprössling mit fünf aufrechten Blättern.“ |
| Wappen der früheren Gemeinde Höfen (Eifel) | Wappenbegründung: Das von Joseph Decku entworfene Wappen wurde 1956 vom nordrhein-westfälischen Innenminister verliehen. Die drei ortstypischen Fachwerkhäuser (Höfe) stehen einerseits redend für den Ortsnamen und anderseits für die Ortsteile Alzen, Heidgen und Höfen. Darunter zeigt es einen für Höfen charakteristischen Teil der haushohen Rotbuchenhecken. |

## Wissenswertes
Der Ort liegt am Rand des Nationalpark Eifel, im Ort befindet sich eines der fünf Nationalpark-Tore. Charakteristisch für Höfen sind die haushohen Rotbuchenhecken; der Ort ist ein gutes Dokumentationsbeispiel für das Monschauer Heckenland. Höfen liegt eifeltypisch auf der Höhe. Die bis zu 10 m hohen Hecken schützen vor den heftigen Winden und verhindern so im Winter das Auskühlen des dahinter liegenden Hauses. Buchenhecken verlieren ihr welkes Laub erst im Frühjahr, mit dem Neuaustrieb.
Bis 2009 betrieb der Bundesnachrichtendienst bei Höfen, Heidgen, eine Abhöranlage mit bis zu 100 Bediensteten. Als Tarnung wurde die Bezeichnung Bundesstelle für Fernmeldestatistik verwendet. 2009 wurde damit begonnen die Sendemasten abzubauen.

## Sehenswertes

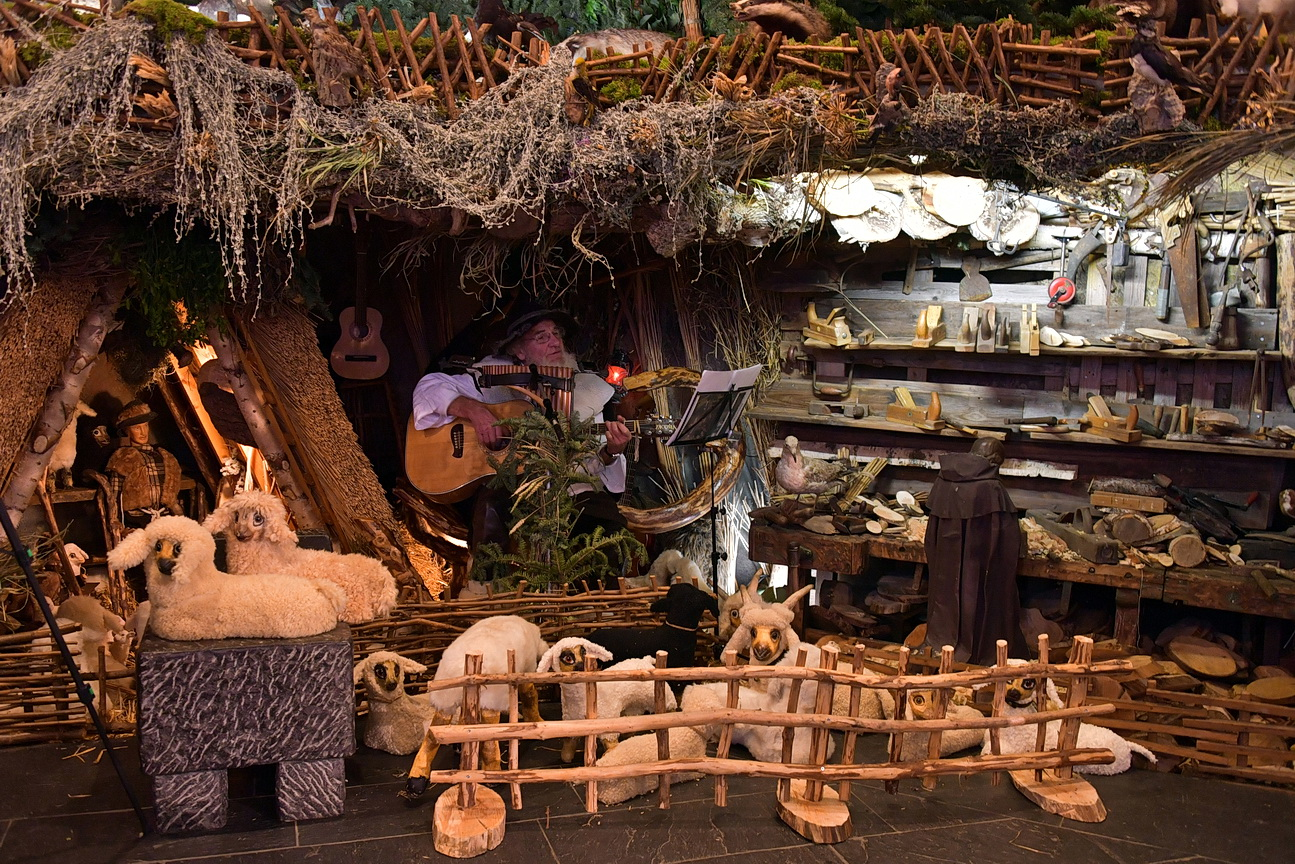
Reiner Jakobs in seiner Landschaftskrippe

In jedem Jahr zieht vom Beginn der Adventszeit bis Anfang des Folgejahres die Höfener Landschaftskrippe unzählige Besucher aus dem Rheinland und den benachbarten Benelux-Staaten an.
In der Höfener Pfarrkirche St. Michael wird seit den 1980er Jahren eine imposante Landschaftskrippe mit echten Bäumen und hunderten von Tierpräparaten (u. a. ausgestopfte Rehen, Füchsen, Mardern und Greifvögeln) aufgebaut. Hier erlebt man die Vielfalt der Eifeler Landschafts- und Tierwelt. Die Krippe ist 30 m breit und zwischen 6 und 8 m hoch. Von dem singenden Hirten, dem Initiator der Krippe, Reiner Jakobs  werden täglich Weihnachts- und Volkslieder gesungen. Mit seinen Darbietungen sammelt er Spenden, mit denen er notleidende krebskranke Kinder seit Jahren tatkräftig unterstützt.

## Verkehr
Die AVV-Buslinie 84 der ASEAG verbindet Höfen mit Heidgen, Alzen, Monschau und Imgenbroich. Zusätzlich verkehrt der NetLiner. Sonn- und feiertags von April bis Oktober verkehrt eine Fahrt der RVK-Buslinie 815 von Kall nach Monschau und zurück.
| Linie             | Betreiber | Verlauf |
| ----------------- | --------- | --- |
| 84                | ASEAG     | Monschau Altstadt – Höfen – Alzen – Rohren – Widdau – Imgenbroich |
| 815               | RVK       | Wald-Linie (Fahrradbus mit Anhänger, nur sonn- und feiertags von April bis Oktober): Kall Bf – Kall Gemünder Str – Anstois – Gemünd – Herhahn – Dreiborn – Wahlerscheid – Höfen – Monschau        |
| NetLiner Monschau | ASEAG     | NetLiner: Fährt 30 min. nach der Buchung. Fährt Mo–Fr von 8–12 Uhr und von 15–21 Uhr. Bedient: Monschau Altstadt, Imgenbroich, Konzen, Mützenich, Kalterherberg, Höfen, Alzen, Rohren, und Widdau |

## Auszeichnungen
Im Rahmen des Wettbewerbes Unser Dorf hat Zukunft erhielt Höfen 1987 und 2001 eine Bundesgoldmedaille. 2004 wurde Höfen von der Europäischen ARGE Landentwicklung und Dorferneuerung für eine „ganzheitliche, nachhaltige und mottogerechte Dorfentwicklung von herausragender Qualität“ ausgezeichnet und befand sich damit unter den zehn besten teilnehmenden Dörfern.